# Johann Daniel Bütemeister
Johann Daniel Bütemeister (* 23. Mai 1661 in Sudershausen; † 23. Dezember 1721 in Göttingen) war ein deutscher lutherischer Theologe und Generalsuperintendent der Generaldiözese Göttingen.

## Leben
Geboren als Sohn des Heizo Bütemeister, damals Pastor in Sudershausen und vormals Hofprediger in Eutin, besuchte Johann Daniel Bütemeister die Schulen in Northeim und Celle. Er studierte Philosophie, Mathematik und Theologie an der Universität Helmstedt, wurde Hofmeister der drei Söhne der Kammermeisterin Christiani in Celle und Kandidat des Predigtamts, ehe er 1681 als Pastor von St. Georg auf dem Berge vor Ratzeburg berufen wurde. 1693 wurde er fürstbischöflicher Hofprediger, Konsistorialrat und Superintendent in Eutin, 1709 erster Pastor an der St.-Johannis-Kirche in Göttingen und Generalsuperintendent von Göttingen. Im Nebenamt war er Professor am Göttinger Pädagogium.